# Layer 2 Forwarding
Layer 2 Forwarding (L2F) ist ein Netzwerkprotokoll, das entwickelt wurde, um mehrere Verbindungen zu tunneln, es zeichnet sich durch eine hohe Performance aus, da das Paket wenig Overhead benutzt.
Layer-2 Forwarding wurde etwa gleichzeitig wie PPTP gemeinsam von den Unternehmen Cisco Systems, Northern Telecom und Shiva entwickelt und im RFC 2341 definiert, 1999 wurde beide Protokolle von Cisco Systems und Microsoft im L2TP zusammengefügt.

## Paket Details
Das Paket besteht aus dem L2F Header, der Payload und der Checksumme.
Es können PPP oder SLIP gekapselt werden.
| Bits 0–12               | Bits 0–12    | Bits 0–12    | Bits 0–12    | Bits 0–12    | Bits 0–12    | Bits 0–12    | Bits 0–12    | Bits 0–12    | Bits 0–12    | Bits 0–12    | Bits 0–12    | Bits 0–12    | 13–15        | 13–15        | 13–15        | 16–23                | 16–23                | 16–23                | 16–23                | 16–23                | 16–23                | 16–23                | 16–23                | 24–31                | 24–31                | 24–31                | 24–31                | 24–31                | 24–31                | 24–31                | 24–31                |
| ----------------------- | ------------ | ------------ | ------------ | ------------ | ------------ | ------------ | ------------ | ------------ | ------------ | ------------ | ------------ | ------------ | ------------ | ------------ | ------------ | -------------------- | -------------------- | -------------------- | -------------------- | -------------------- | -------------------- | -------------------- | -------------------- | -------------------- | -------------------- | -------------------- | -------------------- | -------------------- | -------------------- | -------------------- | -------------------- |
| F                       | K            | P            | S            | 0            | 0            | 0            | 0            | 0            | 0            | 0            | 0            | C            | Ver          | Ver          | Ver          | Protocol             | Protocol             | Protocol             | Protocol             | Protocol             | Protocol             | Protocol             | Protocol             | Sequence (opt)       | Sequence (opt)       | Sequence (opt)       | Sequence (opt)       | Sequence (opt)       | Sequence (opt)       | Sequence (opt)       | Sequence (opt)       |
| Multiplex ID            | Multiplex ID | Multiplex ID | Multiplex ID | Multiplex ID | Multiplex ID | Multiplex ID | Multiplex ID | Multiplex ID | Multiplex ID | Multiplex ID | Multiplex ID | Multiplex ID | Multiplex ID | Multiplex ID | Multiplex ID | Client ID            | Client ID            | Client ID            | Client ID            | Client ID            | Client ID            | Client ID            | Client ID            | Client ID            | Client ID            | Client ID            | Client ID            | Client ID            | Client ID            | Client ID            | Client ID            |
| Length                  | Length       | Length       | Length       | Length       | Length       | Length       | Length       | Length       | Length       | Length       | Length       | Length       | Length       | Length       | Length       | Payload offset (opt) | Payload offset (opt) | Payload offset (opt) | Payload offset (opt) | Payload offset (opt) | Payload offset (opt) | Payload offset (opt) | Payload offset (opt) | Payload offset (opt) | Payload offset (opt) | Payload offset (opt) | Payload offset (opt) | Payload offset (opt) | Payload offset (opt) | Payload offset (opt) | Payload offset (opt) |
| Key (optional)          |              |              |              |              |              |              |              |              |              |              |              |              |              |              |              |                      |                      |                      |                      |                      |                      |                      |                      |                      |                      |                      |                      |                      |                      |                      |                      |
| Payload (PPP oder SLIP) |              |              |              |              |              |              |              |              |              |              |              |              |              |              |              |                      |                      |                      |                      |                      |                      |                      |                      |                      |                      |                      |                      |                      |                      |                      |                      |
|                         |              |              |              |              |              |              |              |              |              |              |              |              |              |              |              | L2F Checksum (opt)   |                      |                      |                      |                      |                      |                      |                      |                      |                      |                      |                      |                      |                      |                      |                      |

## Benutzeridentifizierung
Die Benutzeridentifizierung findet in drei Schritten statt, wobei der zweite Authentifizierungsschritt optional ist. Die erste Authentifizierung findet beim Internetserviceprovider statt, der zweite und der dritte Authentifizierungsschritt finden beim Gateway des Routers statt.